# Quintus Asconius Pedianus
Quintus Asconius Pedianus (9 př. n. l. – 76) byl římský historik.

## Dílo
Zabýval se studiem historie, vydal komentář k Cicerovým projevům řazených chronologicky, z těchto komentářů se jich zachovalo pouze pět.
- Contra obtrectator Vergilii, obhajoba Vergilia a to jak z estetického tak z hlediska etického. Dílo se nezachovalo, ale lze si o něm udělat představu z pozdějších citací.